# اچ‌ام‌ای‌اس شپرتن (جی۲۴۸)
اچ‌ام‌ای‌اس شپرتن (جی۲۴۸) (به انگلیسی: HMAS Shepparton (J248)) یک کشتی بود که طول آن ۱۸۶ فوت (۵۷ متر) بود. این کشتی در سال ۱۹۴۲ ساخته شد.